# Bliscy nieznajomi
Bliscy nieznajomi (Confidences trop intimes) – francuski film obyczajowy z 2004 roku w reżyserii Patrice'a Leconte'a. W rolach głównych wystąpili Sandrine Bonnaire i Fabrice Luchini. Film jest ekranizacją opowiadania Jérôme'a Tonnerre'a pod tym samym tytułem.

## Opis fabuły
Anna przeżywa poważne kłopoty małżeńskie. Umawia się na spotkanie z renomowanym psychoanalitykiem, ale jest tak roztrzęsiona, że przez nieuwagę wchodzi do sąsiedniego lokalu, w którym swoje biuro rachunkowe prowadzi księgowy William. Początkowo żadne z nich nie zauważa pomyłki. William wita ją jak każdą nową klientkę i nie posiada się ze zdziwienia, gdy zamiast prośby o poradę w sprawach podatkowych, słyszy intymne zwierzenia. Wkrótce Anna odkrywa swój błąd, ale postanawia kontynuować nawiązaną z księgowym znajomość. Nadal odwiedza go i opowiada o swoich problemach, co zmusza go wejścia w rolę terapeuty - amatora.

## Obsada
- Sandrine Bonnaire jako Anna
- Fabrice Luchini jako William
- Michel Duchaussoy jako Doktor Monnier
- Anne Brochet jako Jeanne
- Gilbert Melki jako Marc

i inni

## Produkcja i przyjęcie
Film kręcono w porządku chronologicznym - sceny nagrywano w takiej samej kolejności, w jakiej występują po montażu. Zdjęcia powstały w całości w Paryżu. Prapremiera filmu odbyła się 6 lutego 2004, podczas festiwalu w Berlinie. Do polskich kin film wszedł we wrześniu 2004 roku.
Wytwórnia Paramount Pictures (za pośrednictwem swojego oddziału Paramount Classics) kupiła prawa do dystrybucji obrazu w USA. W amerykańskich kinach zarobił ok. 2,1 mln dolarów, co uznano za bardzo dobry rezultat, biorąc pod uwagę ogólną niechęć amerykańskiej publiczności do filmów obcojęzycznych.